# Erysimum menziesii
Erysimum menziesii là một loài thực vật có hoa trong họ Cải. Loài này được (Hook.) Wettst. mô tả khoa học đầu tiên năm 1889.